# Gyémántcsiszolás

A csiszolási technikák fejlődése a legegyszerűbbtől a komplexebb formákig

A csiszolás és fényezés azon eljárások, melyek során a gyémánt természetes rejtett szépségeit, tüzét, színszórását a legjobban érvényre juttatják. Különbség figyelhető meg a keleti és európai csiszolási mód között. Az európaiak arra törekednek, hogy a csiszolással a lehető legtöbb szépséget hozzák ki a kőből, így az sokat is veszít súlyából, míg a keleti csiszolási mód arra helyezi a fősúlyt, hogy a kő súlyából minél kevesebbet veszítsen.
A drágaköveket leginkább két gyakori módon csiszolják, vagy egybefüggő íves felületet alakítanak ki rajtuk (cabochon) vagy pedig síklapokkal (fazettákkal) látják el. A gyémánt, anyagszerkezetéből adódóan csak fazetták kialakításával munkálható meg. A kő felszínéből kialakított lapok célja, hogy a kő a ráeső fényt több irányba verje vissza, vagy a fényt a kő belsejébe vezessék. A kő megmunkálása során, a kő saját jellemzőit figyelembe véve alakítják ki a formáját és felületét, ezáltal egyes esetekben eltüntethetőek apróbb hibák (felhők, piké) és a csiszolt kő tisztább lesz, mint csiszolás előtt.
A leggyakoribb csiszolási formák : briliáns (kerek), smaragdcsiszolás (csapott sarkú téglalap), princess (négyzet), ovális, Marquise vagy navette (hegyes ovális), körte, szívalak. Emellett úgynevezett fantázia csiszolások is léteznek, általában gyengébb minőségű gyémántok vagy különleges sajátosságok miatt alakítanak ki ilyeneket.

## A briliáns-alak

Gyémánt fazetták

A síklapú csiszolás legfontosabb alakja a briliáns. Ennek többféle formája ismeretes, de lényegében mindegyik ugyanazokból a részekből áll. Az alak az oktaéderből vezethető le, amelynek felső részét erősebben, alsó részét pedig csak egészen kis mértékben vágják le. A normális briliánsalak részei a következők:
- felső rész vagy korona (crown)
- középső rész vagy rundiszt (girdle), a briliáns karimája vagy öve
- alsó rész vagy pavilon (pavilion).

Az egész alak összesen 58 lapocskából azaz fazettából áll:
- korona

1 tábla
8 csillagfazetta (star)
8 főfazetta (kite)
16 felső rundisztfazetta
- pavilon:

8 pavilonfazetta
16 alsó rundisztfazetta
1 kalett (a kalett a briliáns hegye, ide egy apró fazetta kerül)
A kiszámított méretek pontos betartásával készült briliáns az úgynevezett ideális briliáns, amelynek rundisztja kerek s a szokott briliánsformáktól abban is különbözik, hogy az alsó lapocska, a kalett, hiányzik és a rundiszt éles.
A normális és ideális briliánsformán kívül még két briliáns létezik. Az egyik az úgynevezett amerikai briliáns, amelyen a táblalap kisebb, a fazetták száma nagyobb, mint a normális és ideális briliánson. Ezt 1919-ben Michael Tolkowsky alkotta meg. A másik, az ugyancsak Amerikából származó az úgynevezett jubileumi briliáns. Ennek egyáltalában nincs táblalapja, a koronát 48 fazetta alkotja, melyek közül nyolc a kő tetején egy csillagot alkot. A jubileumi briliánst a 20. század briliánsának is szokták nevezni, mivel a század elején fedezték fel.
A gyémántcsiszolást Európában a 14. század óta ismerik. Addig a kő egyetlen megmunkálása a természetes kristálylapok fényesítéséből állott. Ilyen például a Nagy Károly köpenyének csatjába foglalt úgynevezett csúcsos kő, amely az oktaéder lapjaiból áll. Később már néhány fazetta csiszolásával egész egyszerű formákat alakítottak ki, így a kő felső és alsó részére egy-egy táblalapot és négy-négy fazettát csiszoltak.
A tulajdonképpeni gyémántcsiszolás megindulása Ludovic Van Berquem (15. század) nevéhez fűződik, aki a szimmetrikusan elrendezett fazettákat először használta. Nagy fellendülés következett a 17. század közepén, amikor Mazarin bíboros Párizsban csiszolóműhelyt létesített. A róla elnevezett csiszolási alak már megközelítette napjaink briliánsformáit. Még tökéletesebb a velencei Vincent Peruzzi által megalkotott briliáns (17. század vége), amelyből a mai ideális alak előfutára.
A briliánscsiszolásnál az anyagveszteség általában nagy: a nyers kő súlyának fele, sokszor kétharmada is elvész. Értékesítés szempontjából azonban a veszteség nem nagy, mert a hasításnál, vágásnál eleső kisebb darabok tovább értékesíthetők, csiszolhatók, sőt a legkisebb szilánk és a por is felhasználható.
Napjainkban Európában az 1939-ben megalkotott úgynevezett Eppler-briliánst tartják számon etalonként. Skandináviában 1969-ben vezettek be külön formát, mely enyhén eltér az amerikai briliáns formától. Ezen felül használatos még az 1951-ben megalkotott Parker-briliáns valamint az 1972-ben megalkotott Eulitz-briliáns. Az alábbi táblázat az egyes briliánsok jellemzőit hasonlítja össze:
| Standard neve                      | Korona magassága | Pavilon mélysége | Táblalap átmérője | Rundiszt vastagsága | Korona szöge | Pavilon szöge | Tüze Fok |
| ---------------------------------- | ---------------- | ---------------- | ----------------- | ------------------- | ------------ | ------------- | -------- |
| Amerikai standard                  | 16,2%            | 43,1%            | 53,0%             | N/A                 | 34.5°        | 40.75°        | 99,5%    |
| Eppler-briliáns (Európai standard) | 14,4%            | 43,2%            | 56,0%             | N/A                 | 33.2°        | 40.8°         | 99,95%   |
| Skandináv standard                 | 14,6%            | 43,1%            | 57,5%             | N/A                 | 34.5°        | 40.75°        | 99,5%    |
| Eulitz-briliáns                    | 14,45%           | 43,15%           | 56,5%             | 1,5%                | 33.36°       | 40.48°        | 100%     |
| Ideális-briliáns                   | 19,2%            | 40,0%            | 56,1%             | N/A                 | 41.1°        | 38.7°         | 98,4%    |
| Parker-briliáns                    | 10,5%            | 43,4%            | 55,9%             | N/A                 | 25.5°        | 40.9°         | Low      |

## Rozetta-alak
Jóval kisebb az anyagveszteség a gyémántnak ma szokásos másik csiszolási alakján, a rozettán, amely azonban fényhatás tekintetében meg sem közelíti a briliánst. A rozetta alul sík lapban végződik (kolett), felső részét hat háromszög alakú lap, az úgynevezett korona alkotja, amely köré a 18 lapból álló oldalsó rész csatlakozik, úgyhogy a kő teteje 24 lapból áll. A kolett alakja tizenkét oldalú sokszög.
A rozettának is több változata ismeretes. Az alapvető alak az úgynevezett teljes hollandi rozetta. A fél hollandi rozettán az oldalsó rész lapjainak száma kevesebb, összesen 18 fazetta alkotja a követ és a kolettje hatszögű. A kétszeres rozetta (rose recoupée) 36 lapocskából áll, mégpedig vagy úgy, hogy a koronát 6, az oldalsó részt 30 vagy pedig a koronát 12, és az oldalrészt 24 lapocska alkotja. További változatok a keresztrozetta és a kettős rozetta valamint az antwerpeni rozetta.

## Fantázia-alak
A szokásos formákon kívül a kő speciális alakja vagy felhasználási módja szerint a gyémánton még néhány más csiszolási alakot is használnak, melyeket általában fantázia-alakoknak neveznek. Ilyen a marquise, melyet az oktaéder egyik éle irányában megnyúlt kristályokból lehet az alak és anyag legelőnyösebb kihasználásával csiszolni. A pendeloque vagy cseppforma csak az egyik irányban nyújtott, a másik oldalon félkör alakú. Különösen azok a kristályok alkalmasak erre a csiszolásra, amelyek valamelyik kristálytani tengely irányában megnyúltak. A függeléknek szánt gyémántokat körte alakú briolettnek csiszolják, amely sorokban elhelyezett apró háromszög alakú fazettákból áll. Ide sorolható a félbriliáns is, amely olyan briliáns, melynek az alsó része hiányzik, tehát tulajdonképpen rozetta, alul sima lappal, de a tetején briliáns csiszolással. A lapos táblákká torzult oktaéderkristályokból csiszolják a vékony, úgynevezett portréköveket. Ezek vékony lemezek, a szélükön körül apró fazettákkal s értékes apró miniatűrök beüvegezésére szolgálnak.

## A csiszolás

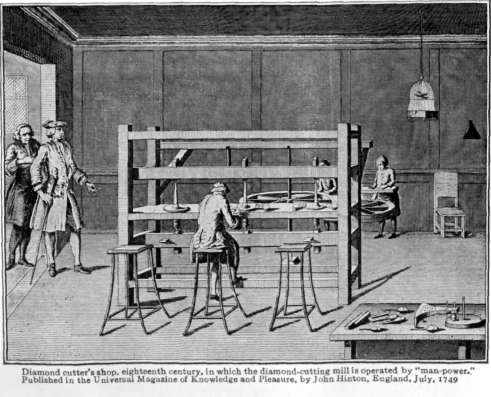
Gyémántcsiszoló műhely a 18. században

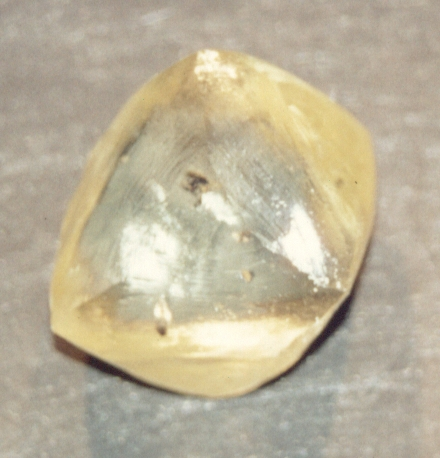
Csiszolatlan gyémánt

A csiszolás megkezdése előtt a kedvezőtlen alakú köveket részben hasítás, részben fűrészeléssel kedvezőbb alakúvá formálják. A briliánsforma kiindulásául a legmegfelelőbb az oktaéder s mivel az oktaéderlapok irányában a gyémánt kitűnően hasad, ez az alak hasítással előállítható. E célból a kristályt megfelelő állványra ragasztják s azután a hasadás irányában, tehát az oktaéderéllel párhuzamosan egy másik gyémánttal barázdát karcolnak rá. A barázdába ezután éles vésőt vagy kést illesztenek s erre erős kalapácsütést mérnek, mire a kő a kívánt irányban elhasad. Az esetleges felületi hibás részeket is így távolítják el. A hasítással nyert oktaédert kopjénak, a természeteset pintnek nevezik. A hasításnál nagy gondot fordítanak arra, hogy az értékes anyagból semmi se vesszen el, ezért az egész műveletet ólommal vagy sárgarézzel bélelt kis szekrényke fölött végzik.
Ha a kristály olyan kifejlődésű, hogy hasítás által nem nyerhető csiszolás céljára a legjobban felhasználható alak, vagy ha a kristály iker és egyáltalában nem hasítható, akkor fűrészeléssel történik a kristály feldarabolása és csiszolásra való előkészítése. A fűrészelésnek nemcsak az az előnye a leköszörüléssel szemben, hogy nagy időmegtakarítást jelent, hanem az is, hogy a lefűrészelt rész egész marad és tovább feldolgozható kisebb briliánsnak. A fűrészelést öt cm átmérőjű, 0,02-0,07 mm vastag foszforbronz korong segítségével végzik, amely percenként 5-6000 körülforgást végez. A fűrészelendő gyémántot fémtartóba erősítik, amely két oldalról fogja a követ. Ezt a tartót azután emelőkar végéhez erősítik, úgyhogy a kar súlya a követ a koronghoz nyomja. A korongot olajjal nedvesített gyémántporral kenik. A fűrészelést rendesen kicsit vastagabb koronggal (0,06-0,07 mm) kezdik, amíg barázda nem keletkezik, s azután vékonyabbal folytatják (0,02-0,03 mm). A fűrészelés mindig olyan irányban történik, amelyben nincs hasadás. Mivel maga a fűrészelés már tisztán mechanikai munka, egy munkás rendesen több fűrészgép munkáját kísérheti figyelemmel. Egy egykarátos kő keresztülfűrészelése körülbelül 8-10 óráig tart. Nagyobb kövek átvágása sokszor napokat vesz igénybe.
A hasítás és fűrészelés után következő lépés a kő alakjának nyers kialakítása, elsősorban a csúcsok és élek leköszörülése. Azelőtt e munkát teljesen kézzel végezték, ma már 90%-ban ezt is géppel csinálják. Az eljárás lényege az, hogy két nyélbe erősített gyémántot egymáshoz dörzsölnek, természetesen a lehulló értékes gyémántpor összegyűjtésére szolgáló megfelelő dobozka felett. A kézzel való megmunkálásnál ilyenkor már az egyes lapocskák nyers kialakítását is elvégzik.
Az alak kidolgozása után a gyémánt tulajdonképpeni csiszolása következik. E célra a csiszolandó követ először is megfelelő tartóba erősítik. Ennek régebbi alakja félgömb alakú réz- vagy bronzcsészécske, amelyet ólom-ónöntvény tölt ki, úgyhogy ez kúpszerűen kiáll a csészéből. A csiszolandó követ a kiálló öntvény végébe oly módon erősítik be, hogy az öntvényt lángon megolvasztják, a puha anyagba belenyomják a követ, majd vízben hirtelen lehűtik, mire a fém összehúzódik s a követ szilárdan tartja. Az újabb tartó kapcsokkal ellátott acélcsésze, amelynek a közepén kis állványszerű nyél van, úgyhogy az erre helyezett kő csavarokkal a kapcsok közé szorítható, a megerősítés tehát minden ragasztóanyag nélkül történik. Mindkét fajta tartó alsó végén fémnyél van, amelynél fogva az úgynevezett csiszolófogóba erősíthető. A fogót a csiszolókorong felett a munkaasztalra erősített fémállvány tartja és a követ a fogóra helyezett vas- vagy ólomsúlyok nyomják a koronghoz. Egy csiszolókorongra egymással szemben rendesen két fogót helyeznek a nyomás egyenletes elosztása céljából. A gyémánt csiszolására vízszintesen forgó acélkorongokat használnak. A csiszolóanyag olajjal átitatott gyémántpor, amelyet a korongra kennek s a csiszolás folyamata alatt folyton pótolnak.
A csiszolókorongnak egyenletes és a lehető legnagyobb mértékben való kihasználása céljából, a korong közepétől öt cm távolságra helyezik először a követ, úgyhogy ebben a távolságban a korongon a csiszolt felület szélességének megfelelő úgynevezett csiszolási gyűrű keletkezik. Ez a gyűrű bizonyos használat után a kikopás folytán csiszolóerejét elveszti s ekkor közvetlenül mellette egy másik gyűrűben csiszolnak mindaddig, míg az egész korong el nem használódik.
A briliánsnak szánt kőre a nyers előkészítés után először a táblát, majd a kalettet csiszolják rá. Azután következik 4-4 lapocska csiszolása egymással szemközt a felső és az alsó részre, majd ezek közé egy-egy lapocska elhelyezése és így tovább.
A csiszolás folyamata alatt a gyors forgás és erős nyomás következtében a kő és maga az egész tartó erősen felmelegszik. Ilyen felmelegedett állapotban a gyémánt csiszolhatósága nagyobb, de a beolvasztott tartók használatánál előfordulhat az, hogy az ólom-ónöntvény a hő következtében megolvad és a kő meglazul. Ezt időnként vízben való lehűtéssel akadályozzák meg.

## A fényezés
A gyémánt fényesítése a csiszolással együtt történik ugyanazon a korongon erre a célra fenntartott, olajos gyémántporral bekent gyűrűn, amelyet azonban csiszolásra még nem használtak. A fényesítésnél a por utánpótlása nem szükséges. Amint egy lapocska csiszolása készen van, rögtön következik a fényesítése, a tartónak a fényesítő gyűrűre való áthelyezésével, úgyhogy a gyémánt csiszolása és fényesítése tulajdonképpen egyszerre megy végbe.
A csiszolás és fényesítés elvégzése után a gyémántot tisztítás céljából rendesen királyvízben vagy kétharmadrész kénsav és egyharmadrész salétromsav keverékében körülbelül negyedóráig főzik, majd vízzel és alkohollal leöblítik és megszárítják.

## Kapcsolódó lapok
- Gyémánt
- Gyémántlelőhelyek
- Gyémántok tisztasága
- Gyémántok színe
- Híres gyémántok listája
- Mesterséges gyémántok